# Bubblegum dance
Bubblegum dance, happy house – gatunek muzyki tanecznej (dance) powstały na bazie muzyki eurodance pod koniec lat 90. XX wieku. Charakteryzuje się prostymi tekstami głównie o młodzieńczych miłościach, zauroczeniach i wkraczaniu w dorosłość oraz adekwatnym do nich podkładem muzycznym, stąd też zyskał sobie opinię muzyki przeznaczonej głównie dla młodego odbiorcy. Wśród popularnych przedstawicieli gatunku można wyróżnić takich wykonawców, jak Aqua, Vengaboys czy Passion Fruit.